# ناحية مركز الزبداني
ناحية مركز الزبداني إحدى نواحي سوريا تتبع إداريّاً لمحافظة ريف دمشق منطقة الزبداني ومركزها مدينة الزبداني، بلغ تعداد سكان الناحية 40,613 نسمة حسب التعداد السكاني لعام 2004.

## بلدات وقرى ناحية مركز الزبداني
الزبداني، برهليا، بلودان، حوش بجد، كفر العواميد، الروضة (البطرونة)، سوق وادي بردى.